# Алфёрово (Вашкинский район)
Алфёрово — деревня в Вашкинском районе Вологодской области.
Входит в состав Роксомского сельского поселения, с точки зрения административно-территориального деления — в Роксомский сельсовет.
Расстояние по автодороге до районного центра Липина Бора — 28,5 км, до центра муниципального образования деревни Парфеново — 2,5 км.
По данным переписи в 2002 году постоянного населения не было.